# Строльман, Сергей Алексеевич
Сергей Алексеевич Строльман (22 сентября 1854, Екатеринбург, Пермская губерния — 1938, Пермь) — горный инженер, автор работ по оружейному производству.

## Биография
Родился в Екатеринбурге в семье горного инженера Алексея Петровича Строльмана и его супруги Ольги Борисовны (урожд. Иваницкой; 1823—1905) в 1854 году. Сестра Ольги Борисовны — Надежда Борисовна Иваницкая была замужем за Д.В.Пиленко.
В семье было 10 детей: Петр (1844-1902), Алексей (1845 г.р.), Николай (1852 г.р., умер в детстве), Наталья (1853 г.р., умерла в детстве), Елизавета (1853 г.р.), Сергей, Вера (1857-1903), София (1859 г.р.), Константин (1861-1941, Ленинград), Борис (1862 г.р.).
По окончании в 1877 году Горного института в Санкт-Петербурге работал на каменноугольных и соляных копях Луганского горного округа. В 1884—1888 годах был смотрителем Златоустовской оружейной фабрики, механиком Златоустовского завода, где он внёс существенный вклад в механизацию рабочих процессов.
В 1888—1891 годах — управитель Верхнетуринского завода, помощник горного начальника Гороблагодатских заводов, управитель Кушвинского завода. С 1891 года помощник горного начальника, а с 1897 года горный начальник Пермских пушечных заводов. Под его руководством было осуществлено техническое перевооружение производства: построены три мартеновские печи, электростанция, две литейные фабрики; введено фасонное литьё лафетов, освоена выплавка различных сортов никелевой и хромистой стали, начато производство новых орудийных систем; благодаря использованию нового оборудования объём производства удвоился.
В июне 1899 года принимал участие в уральской экспедиции Д. И. Менделеева, предоставил материал для книги «Уральская железная промышленность в 1899 году».
В 1901 году произведён в действительные статские советники, а в 1908 году вышел в отставку.
С 1913 года проживал в Петербурге, в 1917 году вернулся в Пермь, где сначала преподавал в университете, а затем в индустриальном техникуме (бывшее Алексеевское реальное училище, ныне Пермский авиационный техникум им. А. Д. Швецова).
Умер в 1938 году, похоронен в Перми.

## Семья

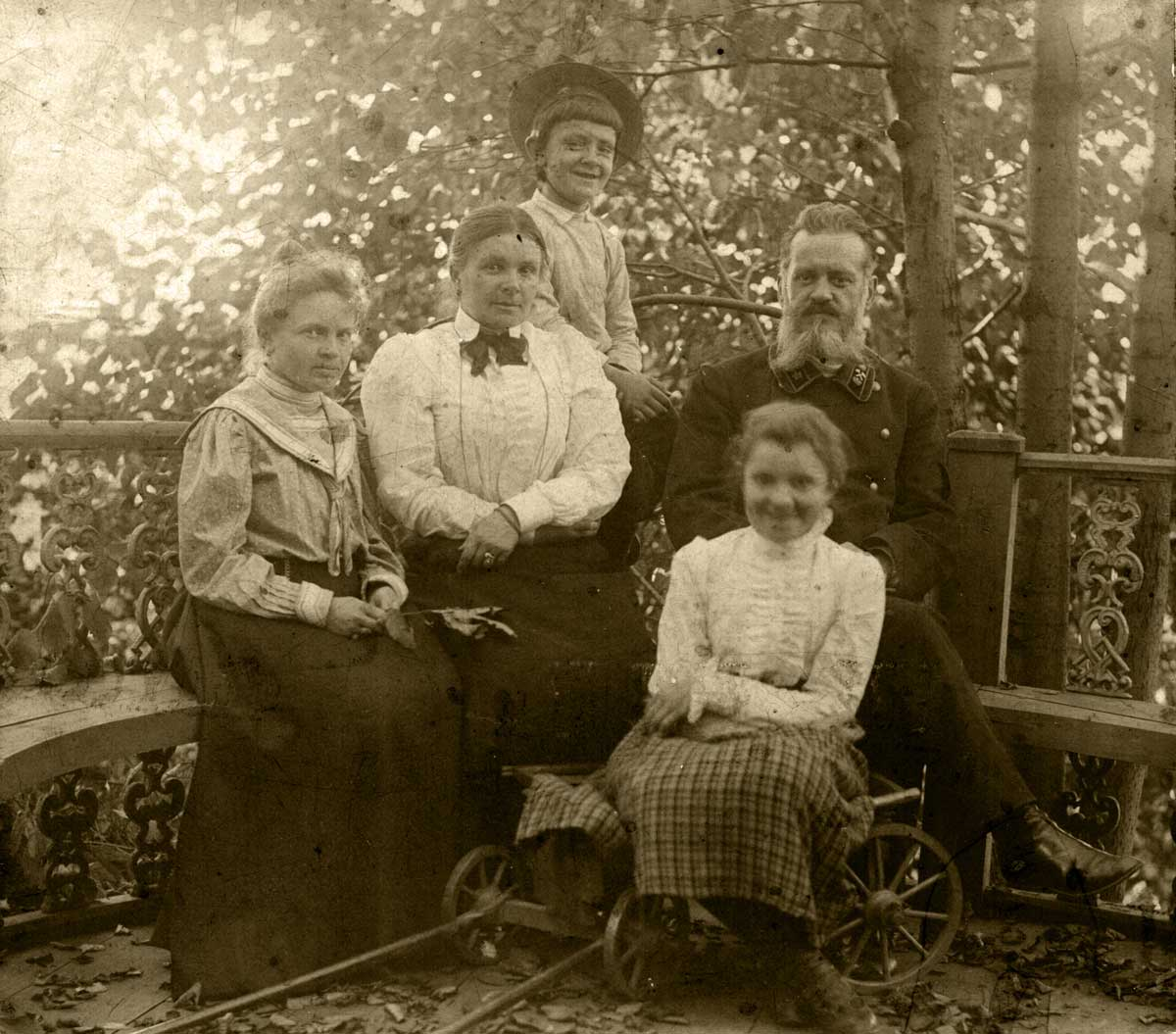
Семья Строльман

Жена — Елена Александровна, урожд. Перекрестова.
Дети:
- дочь Ольга (1890—1960) — вышла замуж за офицера Владимира Оскаровича Каппеля, ставшего известным русским генералом, одним из высших командующих Белого движения на востоке России.
- сын Константин (1892—1938)[5][6] — в 1937 году был обвинен в шпионаже и приговорен к расстрелу[7].

## Память
6 октября 2010 года на Егошихинском кладбище был открыт памятник Сергею Алексеевичу Строльману.

## Публикации
- Строльман С. А. Приложение 1. Краткие сведения о Пермских пушечных заводах // Уральская железная промышленность в 1899 году / Ред. Д. И. Менделеев. — СПб.: Типография В. Демакова, 1900.